# Tijdreizigersfeest van Hawking
Het tijdreizigersfeest van Hawking was een feestje van de Britse astrofysicus Stephen Hawking, georganiseerd aan de Universiteit van Cambridge, het Gonville and Caius College aan Trinity Street, op 28 juni 2009, 12:00 UTC. De natuurkundige regelde ballonnen, champagne en hapjes voor zijn gasten, maar verstuurde de uitnodigingen pas de volgende dag, nadat het feest voorbij was.
Hawking wachtte geduldig op de komst van tijdreizende gasten die hij later van plan was uit te nodigen. Ondanks zijn inspanningen verscheen echter niemand. Desondanks bleef Hawking hoopvol en hield hij de mogelijkheid open dat zijn uitnodiging in de toekomst zou worden geaccepteerd.

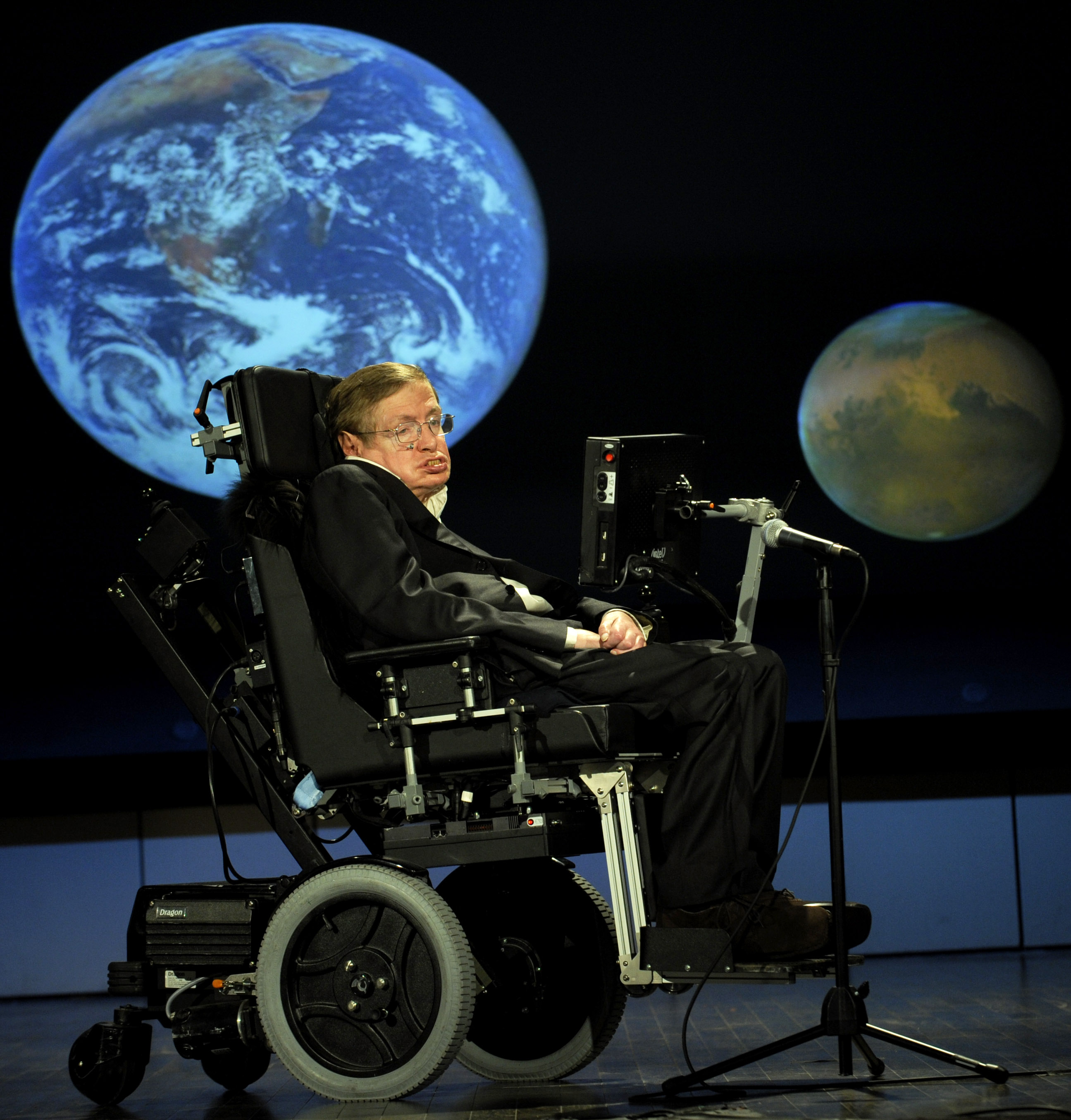
Stephen Hawking in 2008

## Video
- (en)  Stephen Hawking - Time Traveller's Party via YouTube